# Diplycosia parvifolia
Diplycosia parvifolia är en ljungväxtart som beskrevs av Elmer Drew Merrill. Diplycosia parvifolia ingår i släktet Diplycosia och familjen ljungväxter. Inga underarter finns listade i Catalogue of Life.